# Jazz polonais

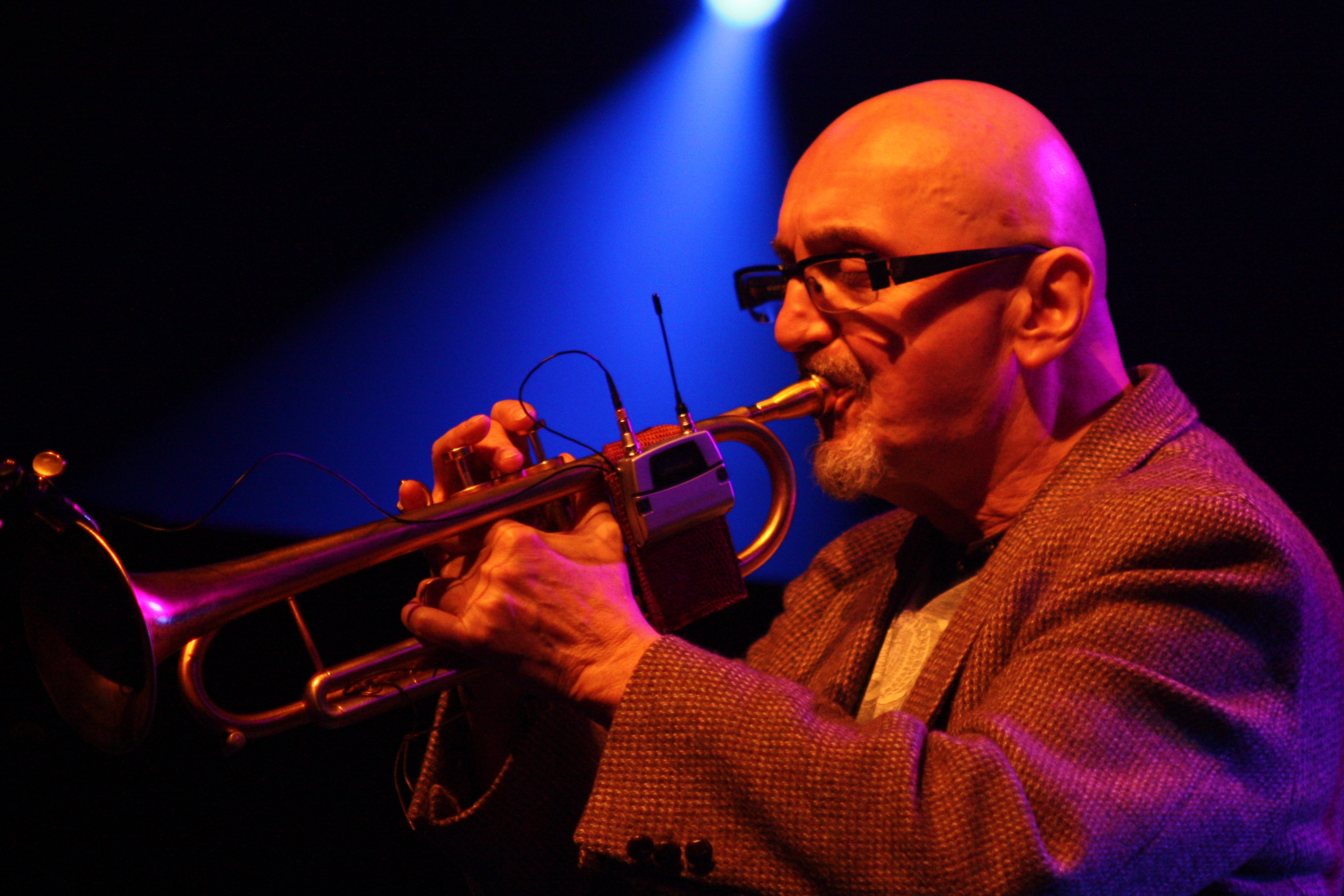
L'un des musiciens de jazz les plus en vue de Pologne - Tomasz Stańko au Festival allemand de jazz 2013.

Le jazz polonais décrit l'histoire du jazz et de ses musiciens en Pologne. L'évolution du jazz en Pologne et sa perception par le public diffèrent à plusieurs égards de celles de la « mère patrie » du jazz. L'histoire du jazz polonais est fortement marquée par le socialisme réel. Sur le plan musical, le Polski Jazz, né dans les années 1950, est considéré comme un style caractéristique et autonome. Dans les années 1990, un phénomène de jazz authentiquement polonais voit le jour avec le Yass.

## Histoire

### Entre-deux-guerres

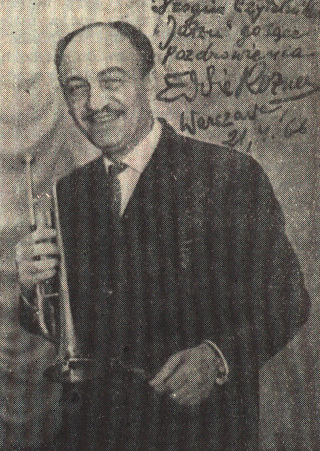
Eddie Rosner.

Comme dans de nombreux pays européens, le jazz arrive en Pologne en raison de la fascination croissante pour la culture américaine après la fin de la Première Guerre mondiale. Le jazz est d'abord joué comme musique de danse et de divertissement dans des lieux appropriés. L'audience se limite aux classes sociales élevées des grandes villes (Varsovie, Lviv, Cracovie, Łódź, Gdynia, Katowice), puis aux stations thermales comme Krynica-Zdrój ou Ciechocinek.
Le saxophoniste Zygmunt Karasiński (1898-1973) a probablement fondé le premier groupe de jazz polonais en 1922, lorsqu'il obtient un engagement dans le local de l'Ermitage à Gdańsk ; le pianiste et futur compositeur de chansons populaires Jerzy Petersburski fait également partie de ses musiciens. La prestation du groupe de Karasiński à l'Exposition nationale générale (Powszechna Wystawa Krajowa) de Poznań en 1928 est considérée comme un tournant important dans l'histoire du jazz polonais. Dès 1925, les deux premiers orchestres de jazz, Karasiński i Kataszek et Gold i Petersburski, voient le jour.
D'autres groupes populaires de l'époque étaient le Lofka Ilgowski Orchestra (fortement influencé par Benny Goodman) et le Petersburski et Gold Orchestra, dirigé par Jerzy Petersburski et le violoniste Arthur Gold. Ce dernier était l'orchestre de danse le plus populaire de Varsovie dans les années 1920 et jouait au restaurant Adria. Dans les années 1920 et 1930, les deux orchestres ont également travaillé pour l'industrie cinématographique, en plus de leurs engagements réguliers ; des enregistrements ont été réalisés pour le label Syrena Records, fondé dès 1904. L'un des plus importants musiciens de jazz polonais de l'entre-deux-guerres, Henryk Wars, compose la musique d'environ 50 films (environ un tiers de tous les films réalisés en Pologne à cette époque).
Au début de son développement, le jazz est controversé et est critiqué très tôt dans des articles de presse (notamment en raison d'une prétendue profanation des œuvres de Frédéric Chopin). Cela conduit d'abord à une interdiction d'embaucher des groupes de jazz par le syndicat des musiciens polonais (Związek Zawodowy Muzyków Polskich), qui n'est levée qu'en 1927. C'est également en 1927 que la première revue européenne de jazz (Jazz) est publiée en Pologne, mais dans un seul numéro.
Après 1933, année de l'arrivée au pouvoir des nationaux-socialistes dans le Reich allemand, le jazz polonais connait un nouvel essor lorsque de nombreux musiciens juifs durent (ré)émigrer d'Allemagne. Parmi eux, les trompettistes Eddie Rosner (connu en Pologne sous le nom d'Ady) et Manny Fischer, les saxophonistes Bobby Fidler, Eryk et Erwin Wolffeiler, le violoniste Arkady Flato, le batteur Georg « Joe » Scharcstein et le chanteur Lothar Lempel. Ady Rosner était considéré en Pologne comme le roi des virtuoses du jazz ; un critique polonais a écrit : « Ady Rosner - Jazz sensation ! » et dans le Melody Maker britannique, le directeur du Sweet and Hot Club of Brussels l'a qualifié d'« Armstrong polonais ! ».
Les musiciens polonais sont également fortement influencés par les disques en shellac du label français Swing, avec des enregistrements de Rex Stewart, Barney Bigard et Coleman Hawkins. Les années 1936-1939 sont considérées comme un point culminant provisoire du développement du jazz en Pologne et, en même temps, comme l'ère du swing. Le jazz devient le genre musical dominant à la radio polonaise.
En décrivant les débuts du jazz en Pologne, Krystian Brodacki constate dans son livre pour la période de l'entre-deux-guerres qu'aucune femme musicienne de jazz n'a été mentionnée à l'époque. Les femmes se sont néanmoins penchées sur la signification du jazz. Les poèmes de Maria Pawlikowska-Jasnorzewska sont particulièrement impressionnants à cet égard, comme groupe de jazz (ou Krzyk Jazzbandu) ; littéralement « appel du jazz band »), qui témoignent de l'intérêt pour ce nouveau genre musical.

### Après-guerre

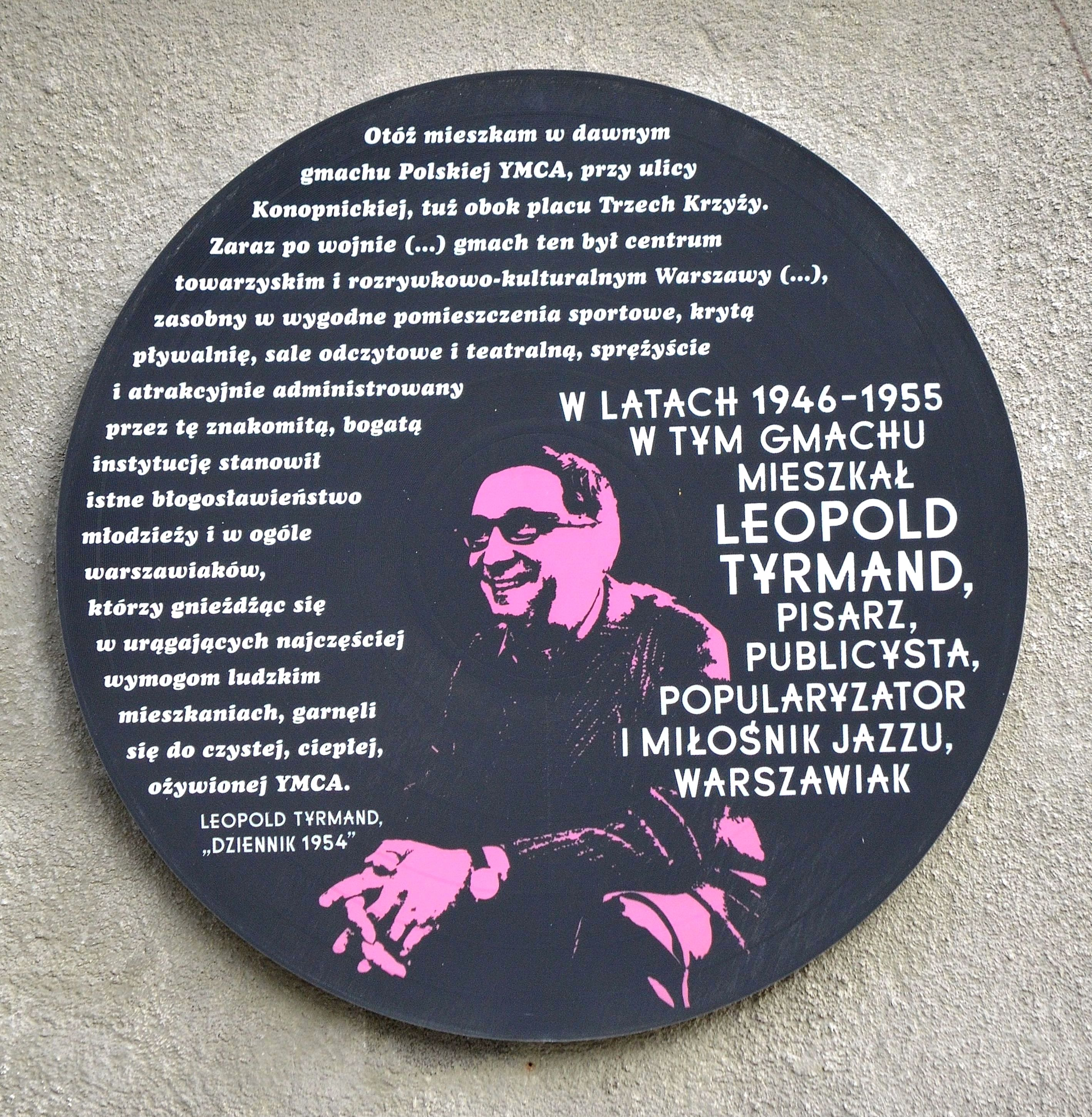
Plaque commémorative pour Leopold Tyrmand à Varsovie.

La destruction de l'infrastructure du jazz mise en place à la fin des années 1930 mène à une « démocratisation du jazz »  après la Première Guerre mondiale, car les établissements nouvellement ouverts où l'on jouait du ce genre musical étaient dans un premier temps très répandus. « Les clubs de jazz créés dans les branches polonaises du YMCA (Young Men's Christian Association) à Varsovie, Cracovie et Łódź ont joué un rôle non négligeable dans l'éveil de l'intérêt pour le jazz », écrit Paweł Brodowski à propos du jazz dans la Pologne d'après-guerre. Le club de Varsovie était dirigé en 1946 par Leopold Tyrmand, qui, avec Marian Eile et Stefan Kisielewski, comptait parmi les principaux soutiens de la scène jazz à cette époque. C'est grâce à l'initiative de Tyrmand que le premier concert public de jazz d'après-guerre a lieu le 30 mai 1947 au YMCA de Varsovie sous le titre Jamsession, avec notamment le saxophoniste Charles Bovery, la chanteuse Jeanne Johnstone Schiele, le clarinettiste Juliusz Skowroński, le pianiste Wiesław Machan, et le batteur Janusz « Mrek » Beliński.
À cette époque, toutes sortes de musique de divertissement américaine est considérée comme du « jazz », mélangée à des éléments de swing ; les sources d'information incluent les chaînes de radio étrangères — en particulier Voice of America —, ainsi que les conférences et les réunions dans les clubs YMCA. Ces clubs possèdent de grandes collections de disques, mais ils sont dissous en 1949, lorsque les autorités culturelles déclarent que « le jazz était bourgeois, décadent, suspect et nuisible ; une grande partie des disques a été détruite par des membres de l'organisation de jeunesse communiste ZMP. Le jazz devint une musique interdite et dut entrer dans la clandestinité. C'est le début de la période héroïque du jazz des catacombes. » Cette période est décisive pour le « mythe fondateur » du jazz polonais et est stylisée plus tard comme une période de persécution et d'opposition. Le swing était encore partiellement intégré dans des morceaux de fox-trot lors de soirées dansantes, mais la scène jazz s'est déplacée vers des appartements privés et des soi-disant caves-clubs.

« Lorsque le rideau de fer isolait hermétiquement l'ensemble du bloc de l'Est du monde extérieur, le jazz représentait une fenêtre sur la liberté. Il était considéré par ses fans comme l'expression d'un autre style de vie et, en tant qu'« arme de la guerre froide », il a été utilisé de manière ciblée pour transférer les valeurs américaines dans le bloc de l'Est. Le jazz est devenu une nouvelle forme d'expression de l'aspiration polonaise à la liberté, profondément enracinée, et a commencé à se développer de manière très autonome sur une scène pleine de vitalité. »

— Jerzy Matuszkiewicz, 2006
C'est dans ces conditions que naît « le premier groupe polonais de jazz authentique, Melomani de Varsovie, fondé par des étudiants de Cracovie et de Łódź. » Il comprenait le joueur de bois Jerzy Matuszkiewicz, le pianiste Andrzej Trzaskowski, le bassiste Witold Kujawski, le tromboniste Witold Sobociński et le batteur et trompettiste Andrzej Wojciechowski. Nombre de ces musiciens étaient des étudiants de l'école de cinéma de Łódź et fréquentaient le club YMCA de cette ville. Se détachant des courants de jazz occidentaux, Melomani jouait « un genre de musique qu'ils pensaient être du jazz, dans la lignée de Jelly Roll Morton et de W. C. Handy », écrit le critique Elliott Simon : « Melomani a joué une série de standards avec un enthousiasme seulement dépassé par l'adoration évidente de leurs fans ... c'est pourtant, la circonstance historique - quand le jazz était un débouché à haute énergie pour la créativité d'une société culturellement réprimée. »
En 1953, Andrzej Kurylewicz forme avec Jerzy Borowiec l'ensemble MM 176, dont faisaient également partie Trzaskowski et, à partir de 1954, la chanteuse Wanda Warska. Très populaire dans la clandestinité, le groupe doit se dissoudre peu de temps après. Kurylewicz est même renvoyé de l'université en raison de son engagement pour le jazz.

### Après la mort de Staline

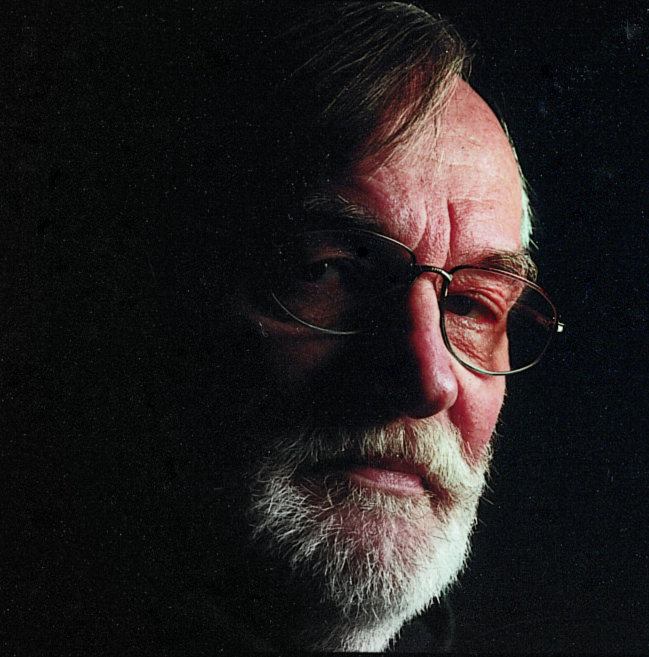
Andrzej Kurylewicz.

Après la mort de Staline, le jazz est autorisé à être de nouveau joué comme « musique du prolétariat noir opprimé. » De nombreux Polonais écoutent régulièrement du jazz grâce aux émissions thématiques correspondantes de Voice of America. L'idée d'un premier festival de jazz qui aurait lieu en Pologne, le I Krakowskie Zaduszki Jazzowe (I Festival de la Toussaint de Cracovie) en 1954, voit bientôt le jour. Leopold Tyrmand joue un rôle important dans son organisation. Jan Wróblewski se souvient :

« ...avant cet événement, nous n'avions joué que dans des salles de danse à Poznań, et pour un public composé uniquement de mes collègues. Des dizaines de milliers de personnes venaient de toute la Pologne à Sopot pour le festival. Lorsque le rallye légendaire (inspiré d'une parade à La Nouvelle-Orléans) a traversé la ville, tu ne pouvais mettre les pieds nulle part - c'était bondé. La fête s'est prolongée pendant 24 heures, une fête extraordinaire, fantastique. Des gens, des gens libres partout, dans les rues, sur la jetée de Sopot et sur les plages. »

Avec la déstalinisation de 1956, Melomani a l'occasion de donner des concerts réguliers dans tout le pays. Le Festival national de jazz de Sopot (I Ogólnopolski Festiwal Muzyki Jazzowej Jazz 56), organisé le 6 août 1956, permet au jazz de percer en Pologne. « La plus grande découverte du festival fut le sextette de Krzysztof Komeda, jusqu'alors inconnu, le premier groupe polonais à jouer exclusivement du jazz moderne dans le style du Modern Jazz Quartet ou de Gerry Mulligan. » La prestation de Krzysztof Komeda à Sopot est souvent considérée comme l'acte de naissance d'un jazz authentiquement polonais, le Polski Jazz, qui se caractérise avant tout par son lyrisme.
Seuls huit groupes se produisent à Sopot (Sekstet Komedy, Drążek i Pięciu, Zespół Pawła Gruenspana, Zespół Jerzego Grzewińskiego, Zespół Kamila Hali, le groupe d'Andrzej Kurylewicz, Melomani, Pinokio), dont deux étrangers, y compris le groupe du trompettiste Dave Burman. Selon Leopold Tyrmand, le « jazz des catacombes » est suivi vers 1957 par « une période frénétique où la musique jazz n'était pas moins populaire que ne l'est aujourd'hui la musique rock » ; Joachim-Ernst Berendt, invité au Deuxième Festival de Sopot en 1957, écrivait avec euphorie : « Cet enthousiasme, ce drive, qui est apparu à l'époque, est devenu la force motrice du développement de la scène jazz polonaise. La Pologne est devenue d'un seul coup un pays leader du jazz en Europe de l'Est. »
Lors du IIe festival de Sopot en juillet 1957, plusieurs groupes ouest-allemands se produisent à l'initiative de Werner Wunderlich, alors secrétaire de la Fédération allemande de jazz, comme les Frankfurt All Stars avec Albert Mangelsdorff et Joki Freund, les Spree City Stompers (qui se sont produits avec Jerzy Matuszkiewicz et Andrzej Kurylewicz), ainsi que le chanteur Bill Ramsey et le clarinettiste Albert Nicholas. La même année, Andrzej Kurylewicz se produit à la semaine de la musique légère à Stuttgart, les Polish All Stars Duduś Matuszkiewiczs avec Zbigniew Namysłowski se rendirent au Danemark et le saxophoniste Jan Wróblewski, âgé de 22 ans seulement, fut invité à participer à l'International Youth Band du Newport Jazz Festival.
À partir de 1956, la revue mensuelle Jazz est publiée, dirigée par Józef Balcerak, à l'époque la seule publication de ce type dans le bloc de l'Est. À l'initiative de la rédaction, la Fédération polonaise des clubs de jazz est créée en 1958, rebaptisée Fédération polonaise de jazz en 1964 et Société polonaise de jazz en 1969. « Elle est devenue l'une des organisations nationales de jazz les plus dynamiques du monde, qui a également contribué dans une large mesure à la création de la Fédération européenne (aujourd'hui internationale) de jazz. » En outre, des clubs de jazz tels que Stodoła et Hybrydy sont créés. À la radio, il existe depuis 1956 une émission To jest jazz (en français, c'est du jazz) animée par Leopold Tyrmand et Stefan Rogiński. Il existait temporairement un orchestre de jazz d'État, Państwowa Orkiestra Jazzowa Błękitny Jazz, mais il est dissous après une tournée en Union soviétique.

### Années 1960

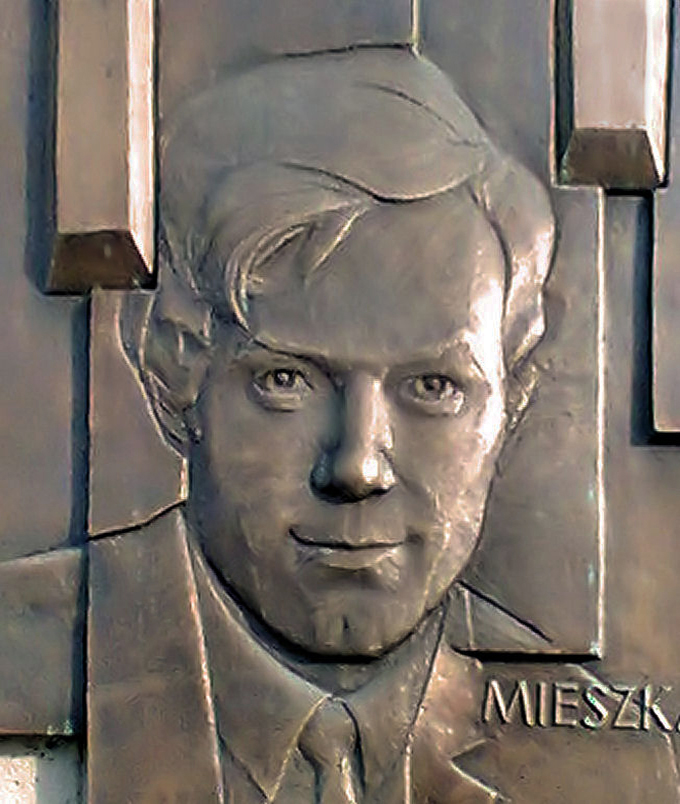
Plaque commémorative de Krzysztof Komeda à Poznan (par Michał Selerowski).

Depuis les années 1950, trois styles de jazz s'établissent en Pologne : le dixieland traditionnel, le jazz mainstream straight-ahead ainsi que l'avant-garde jazz et le free jazz. Le trompettiste et clarinettiste Henryk « Papa » Majewski est l'un des chefs de groupe les plus connus de la scène traditionnelle avec son groupe The Old Timers, qui fait des tournées en Europe avec Albert Nicholas, Sandy Brown, Buck Clayton et Wild Bill Davison. Majewski fonde également le Stodoła Big Band et de nombreux petits ensembles. En 1962, il forme le Jazz Band Ball Orchestra, qui est depuis le plus ancien groupe de jazz polonais de style traditionnel. Dans le domaine du jazz mainstream, il convient de mentionner en particulier Krzysztof Komeda, généralement considéré comme le musicien de jazz polonais le plus important de tous, ; le free jazz polonais est surtout représenté par Andrzej Trzaskowski et plus tard aussi par Tomasz Stańko.
Au début des années 1960, les musiciens de jazz ont eu plus souvent l'occasion de participer à la musique de films ; le compositeur de films le plus connu dans le domaine du jazz moderne était Krzysztof Komeda, qui a participé à la musique de plus de 40 films et collabore avec Roman Polański (entre autres dans Le Couteau dans l'eau, Le Bal des vampires et Rosemary's Baby), Andrzej Wajda (Les Innocents charmeurs) et Jerzy Skolimowski (Le Départ) L'album Astigmatic (1965) de Komeda est considéré comme « le disque le plus remarquable de l'histoire du jazz polonais. » Avec Komeda, le trompettiste Tomasz Stańko, le saxophoniste alto Zbigniew Namysłowski, le bassiste allemand Günter Lenz et le batteur suédois Rune Carlsson ont joué sur Astigmatic. Outre Komeda, décédé en 1969, le cercle des innovateurs du jazz comprenait également le pianiste Andrzej Trzaskowski, d'abord influencé par Horace Silver, qui s'ouvre au free jazz en 1965 avec son quintette (avec Tomasz Stańko, Janusz Muniak, Jacek Ostaszewski, Adam Jędrzejowski).

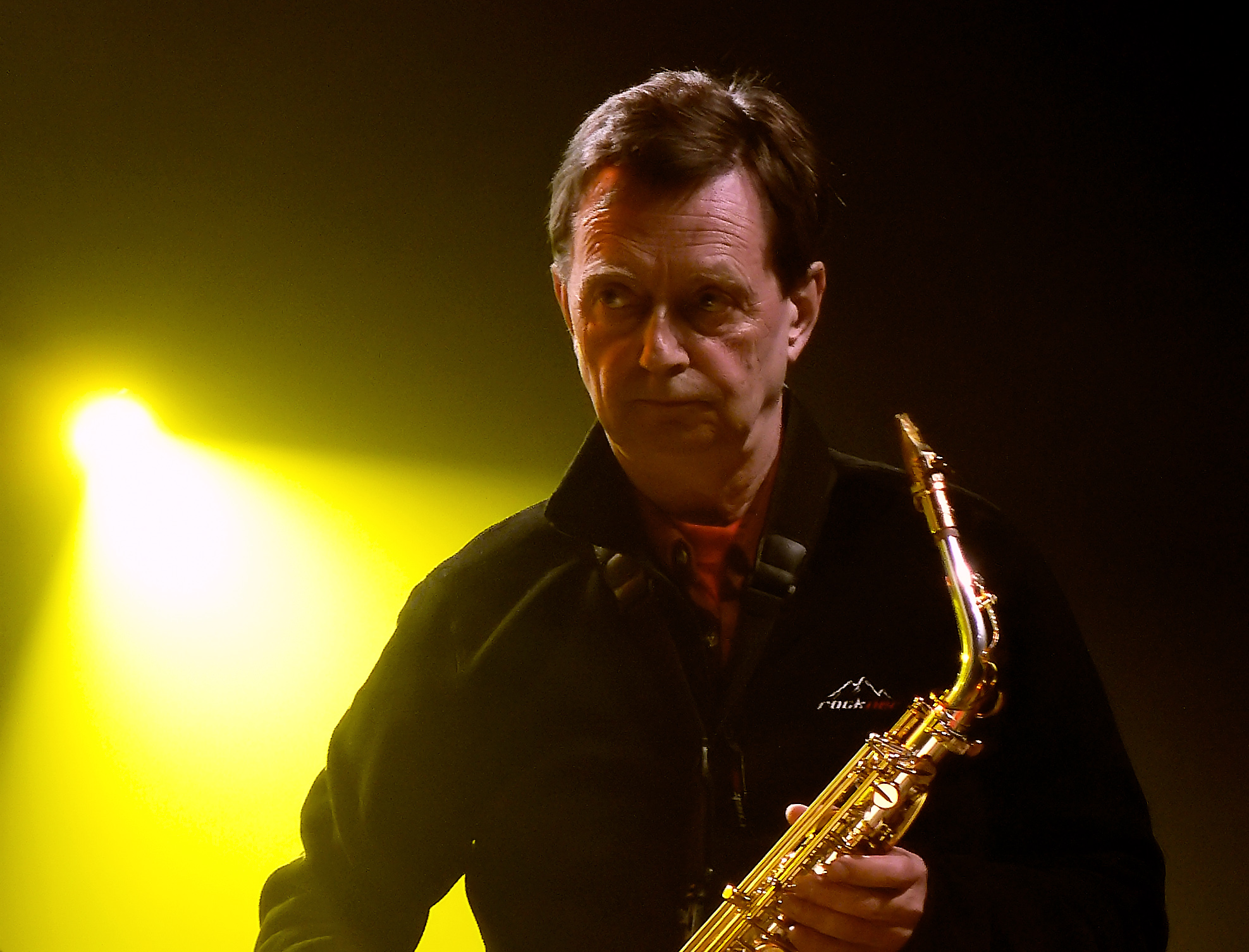
Zbigniew Namysłowski, 2007.

Issu des groupes Komeda et Trzaskowski, le saxophoniste alto Zbigniew Namysłowski « développe son propre langage musical original [...] en formant une unité entre des éléments de jazz américain et le folklore local. » Avec son quatuor composé de Włodzimierz Gulgowski (piano), Tadeusz Wójcik (basse) et Czesław Bartkowski (batterie), il enregistre l'album Lola en 1964 à Londres pour Decca Records. « Le troisième musicien qui se distingue, avec Komeda et Namysłowski, est Tomasz Stanko, l'un des premiers musiciens européens à chercher à se confronter au free jazz (avec le groupe Jazz Darings) en 1962. » Après avoir travaillé en étroite collaboration avec Komeda au milieu des années 1960, le trompettiste poursuit sa conception après sa mort (en janvier 1970 dans Music for K., avec Zbigniew Seifert, Janusz Muniak, Bronisław Suchanek, Janusz Stefański).
La Fédération polonaise de jazz (Polska Federacja Jazzowa) est créée en 1963. Elle est précédée par la Fédération des clubs de jazz polonais (Federacja Polskich Klubów Jazzowych), fondée en 1956 mais dissoute entre-temps, par Jan Byrczek, Roman Waschko et d'autres, et son successeur, la Polskie Stowarzyszenie Jazzowe (PSJ, Association polonaise de jazz), voit le jour en 1967 et a été dirigée par Jan Byrczek jusqu'en 1975 (son successeur était Zbigniew Namysłowski). L'association a organisé un concours de piano à Kalisz, des ateliers à Radost, près de Varsovie, et à Chodzież, ainsi que l'Automne du jazz de Poméranie à Toruń et Bydgoszcz. En 1972, ils sont associés à la création du label Poljazz et, en 1982, à la création des Archives polonaises du jazz.
En 1964, Novi Singers, le premier groupe de jazz vocal polonais, est fondé et connait plus tard des succès internationaux. La même année, Wroclaw accueille pour la première fois Jazz nad Odrą (Jazz sur l'Oder), le deuxième festival de jazz important en Pologne après Jazz Jamboree. C'est également cette année-là qu'a été tourné le film Jazz in Poland (réalisé par Janusz Majewski), produit par Joachim Ernst Berendt, qui présentait, outre les Jazz Stompers de Varsovie et un groupe de bossa nova autour de Krzysztof Sadowski, les groupes de Krzysztof Komeda, Zbigniew Namysłowski, Jan Wróblewski et Andrzej Trzaskowski ; en Allemagne de l'Ouest, il est présenté dans la série télévisée Jazz - gehört und gesehen.
C'est en 1965 que Jazz Forum est publié pour la première fois (l'éditeur était le PSJ), un magazine qui fait encore autorité sur la scène du jazz polonais. Il fait d'abord concurrence à Jazz plus ancien, mais l'a rapidement dépassé en termes d'influence. Dès 1967, Jazz Forum est publié pour la première fois en anglais. À peu près à la même époque, un orchestre de jazz de la radio nationale est créé. Jan Wróblewski dirige le Studio Jazzowe Polskiego Radia à partir de 1968. Dans les années 1960 également, le label discographique Polskie Nagrania crée la série Polish Jazz. Les années 1960 et 1970 sont souvent considérées comme l'âge d'or du jazz polonais, au cours duquel il s'institutionnalise de plus en plus.

### Années 1970

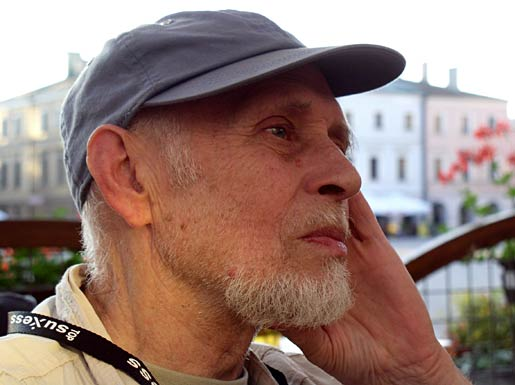
Jan Ptaszyn Wróblewski.

Outre Tomasz Stańko, Zbigniew Namysłowski, Adam Makowicz, Michał Urbaniak et Jan « Ptaszyn » Wróblewski sont les figures centrales du jazz polonais dans les années 1970. Ce dernier s'intéressait de plus en plus au free jazz ; son lieu d'activité était le Studio Jazzowe Polskiego Radia, fondé en 1968, dans lequel des ateliers étaient organisés avec des musiciens et des compositeurs. Un autre forum pour les projets de Wróblewski dans les années 1970 était le Stowarzyszenie Popierania Prawdziwej Twórczosci (ou Chałturnik), la société de soutien à la création authentique. En 1973, le violoniste Michał Urbaniak sort son album Fusion, enregistré aux États-Unis, qui mêle la musique polonaise, le jazz américain et des éléments de jazz-rock. Dans les années 1970 et 1980, il expérimente des formes de fusion et de funk, puis de hip-hop dans les années 1990. Adam Makowicz a utilisé des techniques de piano jazz d'Art Tatum, Erroll Garner et Teddy Wilson avec ses propres compositions ; en 1977, il se produit en concert au Carnegie Hall de New York à l'invitation de John Hammond. Après la dissolution de son quintette en 1974, Tomasz Stańko a poursuivi sa carrière solo, principalement axée sur le free jazz, associé depuis les années 1990 au label munichois ECM. Depuis cette époque, Stańko coopère avec des musiciens internationaux comme Alexander von Schlippenbach, Don Cherry, Stu Martin, Dave Holland, Gary Peacock, Edward Vesala et Jan Garbarek.
« Une brillante carrière, bien que brève et interrompue par sa mort tragique, a été menée par un élève du quintette Stanko, Zbigniew Seifert, qui transpose au violon le langage de John Coltrane et de McCoy Tyner », que l'on peut entendre sur les albums très appréciés Man of the Light et Solo-Violin, tous deux de 1976, ainsi que sur Purple Sun du quintette Tomasz Stańko (1973). Seifert participe également à l'enregistrement de Kunstkopfindianer de Hans Koller ; le saxophoniste et violoniste est considéré comme « l'un des musiciens de jazz européens les plus impressionnants et les plus créatifs de son époque », mais il est décède d'un cancer en 1979.
Outre Michał Urbaniak et Adam Makowicz, c'est surtout la chanteuse Urszula Dudziak qui connait le succès à l'étranger. Dudziak était considérée « comme l'innovatrice d'un nouveau style de chant jazz, qui transformait les vocalises scat à l'aide de l'électronique », comme on peut l'entendre dans l'album en duo avec Makowicz, Newborn Light (1973).
À la suite de l'accord entre la Pologne et la RDA sur la circulation sans visa entre les deux pays, entré en vigueur en 1972, les fans de jazz est-allemands commencent à se rendre en grand nombre au Jazz Jamboree de Varsovie. Comme la RDA ne disposait pas de ses propres grands festivals de jazz, le festival de Varsovie, qui accueillait chaque année des stars internationales, était très attractif pour les Allemands de l'Est. Après la légalisation de Solidarność, l'accord est toutefois annulé en 1980 et les échanges animés prennent fin.

### Années 1980

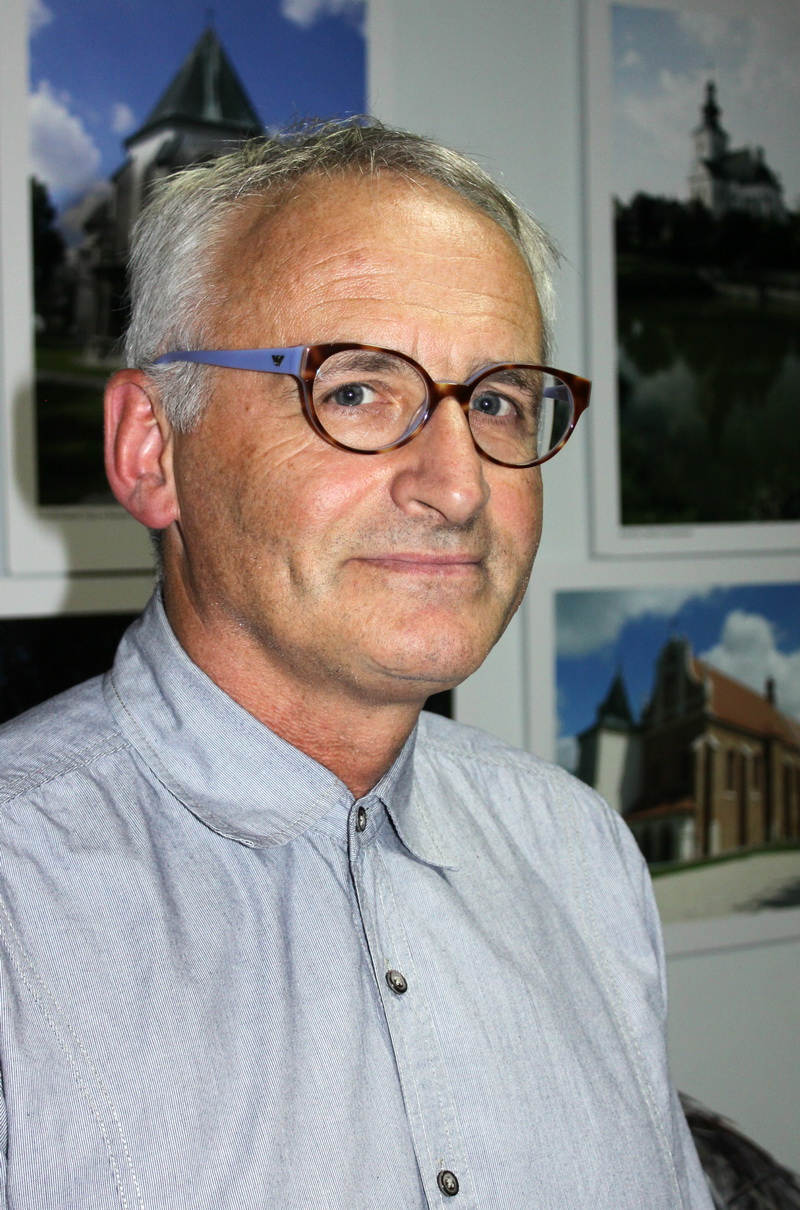
Krzesimir Dębski, 2013.

Les années 1980 sont souvent considérées comme une mauvaise période dans l'histoire du jazz polonais,. Lors de l'édition 1981 de Jazz nad Odrą, un seul groupe polonais est arrivé en finale du concours, seuls des invités étrangers sont récompensés. C'est une grande défaite pour la scène jazz locale. À cela s'ajoutaient les circonstances politiques, notamment la loi martiale décrétée en 1981.
Dès la fin des années 1970, une nouvelle génération de jeunes musiciens fait son entrée sur la scène du jazz polonais ; au début des années 1980, il s'agissait du Young Power Bigband, avec à sa tête le compositeur et flûtiste Krzysztof Popek (qui est critiqué en partie par les représentants des générations plus anciennes), ainsi que des formations comme Laboratorium de Janusz Grzywacz, String Connection de Krzesimir Dębski, et Extra Ball de Jarosław Śmietana. Un groupe important est In/Formation de Sławomir Kulpowicz, fondé en 1981, qui jouait entre autres avec Stańko. Depuis la fin des années 1970, une autre scène se développe en parallèle autour du bassiste Helmut Nadolski et du batteur Władysław Jagiełło, en outre avec des membres de la Formacja Muzyki Współczesnej (littéralement : français : Formation de musique contemporaine) de Kurylewicz, auxquels se joignent Krzysztof Popek, Włodzimierz Kiniorski et Wojciech Konikiewicz. Ce processus d'un mouvement sans leader ni même de manifeste s'est répété avec de jeunes musiciens de jazz polonais dans les années 1990 sous l'étiquette Jass ou Yass - afin de démarquer leur musique du « jazz » conventionnel et d'y ajouter des influences de la musique improvisée.

### Années 1990
Le passage du communisme à l'économie de marché libre représente également un grand changement pour les musiciens de jazz, qui devaient désormais s'affirmer sur le marché libre. En 1991, les statuts de l'Association polonaise de jazz (PSJ) sont également réformés, avec notamment la distinction entre membres ordinaires (musiciens) et membres extraordinaires, seuls les premiers ayant désormais le droit de vote. Le PSJ perd également son « club de base », l'Akwarium, fondé en 1976 à Varsovie, qui est privatisé en 1990. Des conflits ont éclaté au sein du milieu du jazz, dont certains ont été réglés dans les médias (dans Jazz Forum, mais aussi dans Polityka). De nouveaux magazines de jazz ont été publiés, comme Jazz et Jazz à go-go. En 1991, deux festivals internationaux de jazz sont organisés en parallèle sous le nom de Jazz Jamboree, auxquels participent des musiciens de jazz internationaux de renom.

#### Yass
Au début des années 1990, le yass apparait, d'abord à Gdańsk, puis à Bydgoszcz, en opposition explicite au « courant dominant du jazz » (représenté entre autres par la revue Jazz Forum). Ce mouvement qui, outre la musique, utilisait également des éléments de l'art de la performance, mélangeait des influences apparemment contradictoires allant du free jazz à la musique pop en passant par le rock. Parmi les principaux représentants du yass figuraient Miłość, (Maestro) Trytony, Łoskot et Mazzoll & Arhythmic Perfection. Le pivot géographique de ce mouvement très hétérogène était le Bydgoszczer Club Mózg. Parmi les moments forts de l'histoire du yass, on peut citer la collaboration du groupe Miłość avec Lester Bowie.
La scène yass s'éteint au début des années 2000, mais elle est considérée comme l'un des principaux phénomènes spécifiquement polonais dans la culture des années 1990, ainsi que comme une orientation déterminante pour le développement ultérieur du jazz polonais. Il donne naissance à quelques-uns des plus importants musiciens de jazz polonais actuels, dont Leszek Możdżer, Mikołaj Trzaska, Jerzy Mazzoll, ainsi que Tymon Tymański, qui se tourne plutôt entre-temps vers le rock.

### XXIesiècle

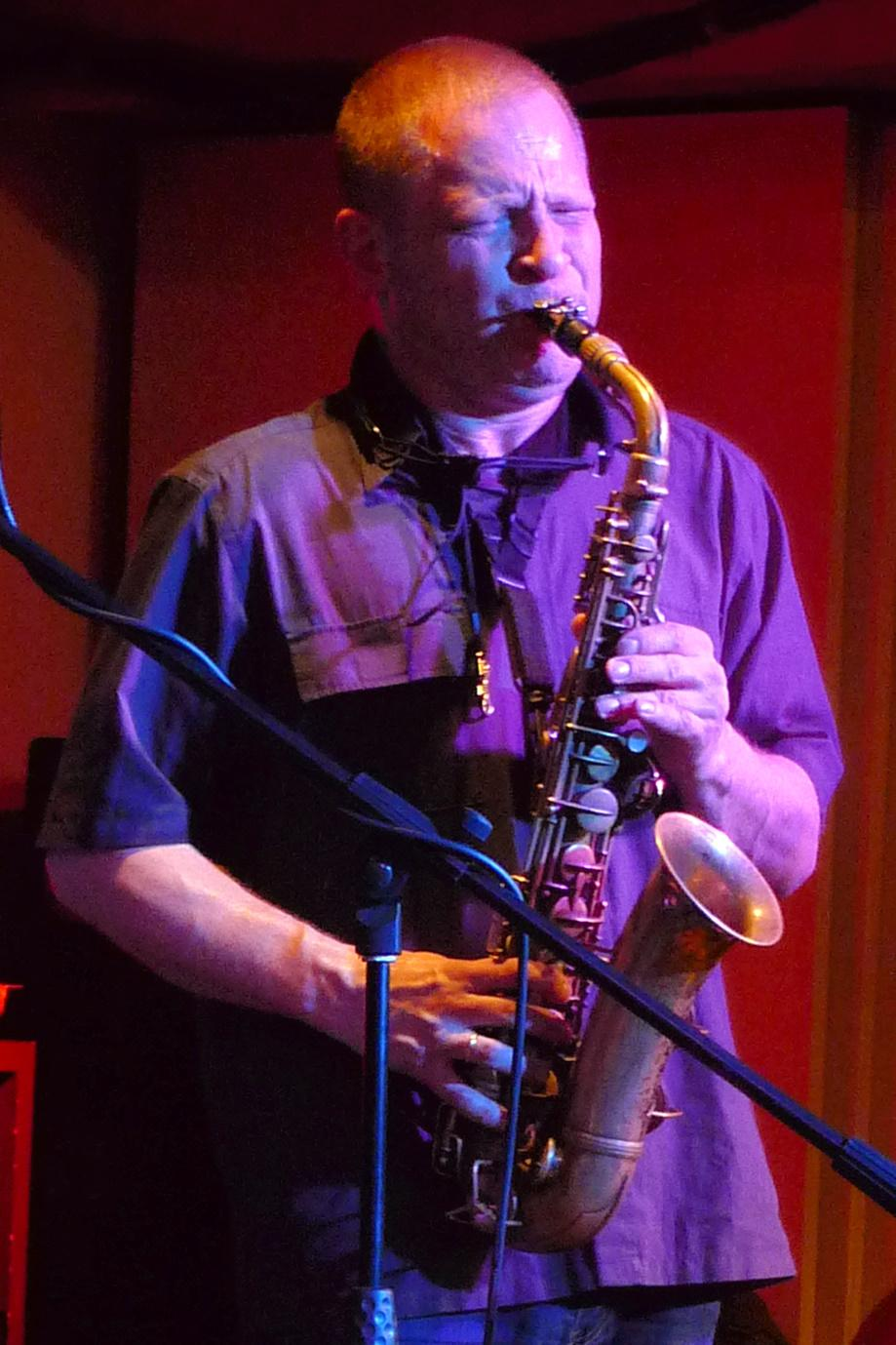
Mikołaj Trzaska, 2011.

Le XXIe siècle commence avec l'élection de Tomasz Stańko comme musicien de l'année 2001 (à nouveau en 2004). La collaboration du trompettiste avec les musiciens du Simple Acoustic Trio est à son apogée. Leur album Suspended Night sorti en 2004, en particulier, est très bien accueilli par la presse spécialisée nationale et internationale.
L'étude controversée de la musique de Frédéric Chopin est qualifiée de « phénomène le plus marquant du jazz en Pologne au tournant du millénaire. » De nombreux critiques ont attaqué les interprétations de Chopin par le jazz, les considérant comme une déformation. Néanmoins, quelques musiciens de jazz renommés participent à cette tendance, notamment Leszek Możdżer, dont le premier album connu est Chopin - Impressions.
Les nouveaux musiciens importants des années 2000 étaient par exemple les pianistes Sławomir « Sławek » Jaskułke et Mateusz Kołakowski. Les frères Oleś (Bartłomiej et Marcin), Adam Pierończyk connaissent d'autres succès et ont consolidé leur position. Les commentateurs constatent une grande influence du jazz américain sur la jeunesse polonaise du jazz au tournant du millénaire. Outre le mainstream, des courants modernes étaient également actifs, notamment le post-free, le neo-hard bop ainsi que différentes variantes du jazz fusion. La 20e édition du festival Warsaw Summer Jazz Days est notamment consacrée à la musique polonaise. consacrée au jeune jazz polonais - lors du showcase spécialement organisé à cet effet, se sont produits Mikrokolektyw (Artur Majewski et Kuba Suchar), Contemporary Noise Sextet, Sing Sing Penelope, Levity, Maciej Obara & Dominik Wania Quartet, Wojciech Mazolewski Quintet, Marcin Wasilewski Trio ainsi que la vocaliste Aga Zaryan.

## Labels
Il existe en Pologne un certain nombre de labels discographiques spécialisés dans le jazz. À l'époque du communisme réel, Muza Polskie Nagrania avait un monopole garanti par l'Etat sur le marché musical polonais. Certains des disques les plus importants du jazz polonais sont parus dans sa collection Polish Jazz. En 2016, on a commencé à rééditer les albums de la série.
Après la chute du rideau de fer, de nombreux nouveaux labels de disques voient le jour. GOWI, Not Two, For Tune, Instant Classic, Kilogram, MultiKulti et Bôłt comptent parmi les plus connus et parfois actifs au niveau international. Not Two et For Tune, en particulier, publient, outre la musique de musiciens polonais, des albums de représentants importants, notamment du free jazz et de la musique improvisée libre, parmi lesquels Peter Brötzmann, Ken Vandermark, Anthony Braxton, David Murray et William Parker.